# Eriocottis pyrocoma
Eriocottis pyrocoma är en fjärilsart som beskrevs av Edward Meyrick 1891. Eriocottis pyrocoma ingår i släktet Eriocottis och familjen Eriocottidae. Inga underarter finns listade i Catalogue of Life.